# 四硫代磷酸
四硫代磷酸是一种无机化合物，化学式为H3PS4。它可由四硫代磷酸钠和盐酸反应得到，由于它在室温下很不稳定（在-20 °C即分解为硫化氢和五硫化二磷），反应后需要用冰丙酮在-78 °C处理。它的砷类似物H3AsS4由于很不稳定，不能通过这种方法得到。